# Kopalnia Węgla Kamiennego Moszczenica
Kopalnia Węgla Kamiennego Moszczenica – kopalnia węgla kamiennego w Moszczenicy w Jastrzębiu-Zdroju, działała w latach 1965-2001.

## Historia
Prace przy budowie kopalni „Moszczenica” w ówczesnej wsi Moszczenica rozpoczęto w 1955 r. Generalnym wykonawcą dla wszystkich robót było Przedsiębiorstwo Budowy Kopalń w Wilchwach (dzielnica Wodzisławia Śląskiego). Oficjalne uroczyste otwarcie kopalni „Moszczenica” nastąpiło 4 grudnia 1965 roku.
Kopalnia została włączona w skład KWK Jas-Mos jako Ruch Moszczenica. W 2000 roku Ruch Moszczenica zakończył eksploatację.

## Upamiętnienie
W latach 1968–92 Polska Żegluga Morska ze Szczecina była armatorem statku – masowca uniwersalnego „MS Kopalnia Moszczenica” o nośności 11 778 DWT. Zbudowany został w 1968 roku w duńskiej stoczni A/S Nakskov Skibsvaerft w Nakskov.